# Szürkevállú sármány

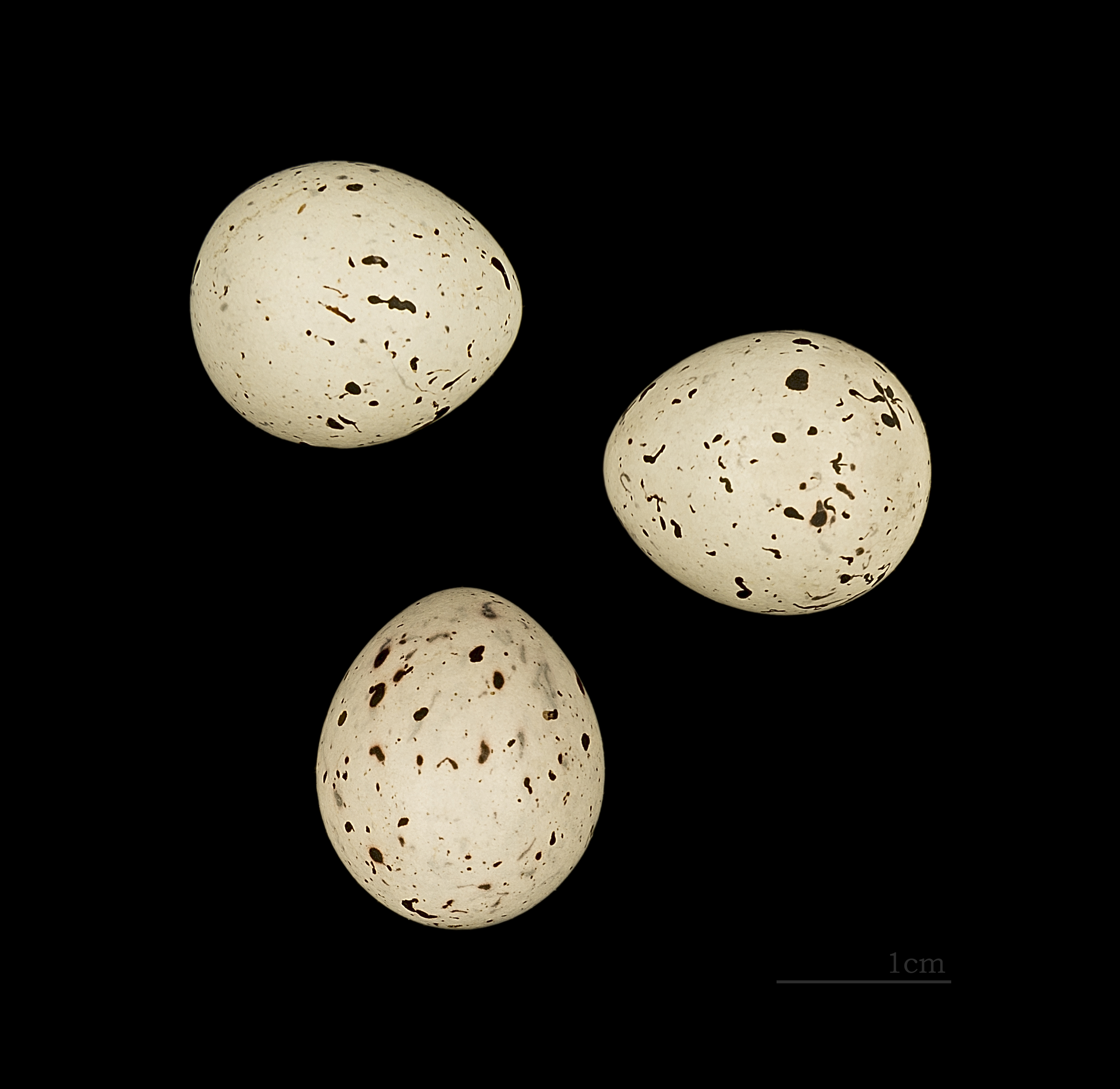
Szürkevállú sármány tojása

A szürkevállú sármány (Emberiza pallasi) a madarak osztályának a verébalakúak (Passeriformes) rendjéhez, ezen belül a sármányfélék (Emberizidae) családjához tartozó faj.
Tudományos nevét Peter Simon Pallas német terményettudósról kapta.

## Előfordulása
Kazahsztán és Mongólia területén honos.

## Alfajai
- Emberiza pallasi lydiae
- Emberiza pallasi minor
- Emberiza pallasi pallasi
- Emberiza pallasi polaris